# Jongerenvertegenwoordiger
Jongerenvertegenwoordigers in Nederland vormen een schakel tussen jongeren en (politieke) instanties. Zij gaan op zoek naar meningen en ideeën van jongeren. Deze bespreken ze vervolgens met onder andere beleidsmakers. In Nederland begeleidt en adviseert de Nationale Jeugdraad (NJR) jongerenvertegenwoordigers zodat zij de stem van jongeren kunnen laten horen. Er zijn jongerenvertegenwoordigers actief op het gebied van Mensenrechten & Veiligheid, Duurzame Ontwikkeling, Biodiversiteit & Voedsel en Europese Zaken.
Jongerenvertegenwoordigers zijn tussen de 18 en 25 jaar. Zij worden voor deze vrijwilligersfunctie gekozen voor een termijn van twee jaar. Dit gaat volgens een junior-seniorsysteem, zodat de ervaring van de voorganger wordt doorgegeven aan de opvolger. De meningen en ideeën van jongeren verzamelen de jongerenvertegenwoordigers onder andere door gastlessen en workshops op scholen te geven, evenementen te bezoeken en activiteiten op te zetten. Alle meningen en ideeën die de jongerenvertegenwoordigers verzamelen bespreken ze met onder anderen politici, beleidsmakers en binnen officiële regeringsdelegaties. Jongerenvertegenwoordigers gaan bijvoorbeeld naar de algemene vergadering van de Verenigde Naties, bijeenkomsten van de Raad van Europa en Europese Unie, de VN-Commissie voor Duurzame Ontwikkeling en de klimaattop.

## Geschiedenis van het Jongerenvertegenwoordigersprogramma
De eerste Nederlandse jongerenvertegenwoordiger was prinses Beatrix. Zij was ooit jongerenvertegenwoordiger bij een Algemene Vergadering van de Verenigde Naties. Het aantal jongerenvertegenwoordigers dat wordt geselecteerd en begeleid is door de jaren heen gegroeid. Anno 2022 zijn er acht jongerenvertegenwoordigers.
Tot 2017 waren er ook jongerenvertegenwoordigers voor UNESCO.

## Huidige Jongerenvertegenwoordigers
Op dit moment heeft het Nederlandse Jongerenvertegenwoordigersprogramma vier verschillende mandaten met elk twee jongerenvertegenwoordigers. De jongerenvertegenwoordigers op Biodiveristeit & Voedsel zijn in 2020 toegevoegd aan het programma en vormen de meest recente uitbreiding van het team. Op 12 oktober 2024 werden Emma van Nieuwenhuizen, Tommy Blomvliet, Natasja Hölscher en Niels Zagema verkozen tot Jongerenvertegenwoordigers.

### Mensenrechten & Veiligheid[3]
- Fenna Timsi
- Emma van Nieuwenhuizen

### Duurzame Ontwikkeling[4]
- Sarah Nasrawi
- Tommy Blomvliet

### Biodiversiteit & Voedsel[5]
- Bine Liem
- Natasja Hölscher

### Europese Zaken[6]
- Rozemarijn Modderman
- Niels Zagema

## Verkiezingen
De jongerenvertegenwoordigers naar de Verenigde Naties voor de thema's Mensenrechten & Veiligheid, Duurzame Ontwikkeling, Biodiversiteit & Voedsel en Europese Zaken worden verkozen via een publieke campagne. De eerste selectie wordt gedaan door de Nationale Jeugdraad door middel van een sollicitatie op basis van curriculum vitae, gesprek en motivatie. De volgende ronde bestaat uit een publiek debat waarbij een jongerenjury en een jury van experts bepalen wie de twee finalisten zijn. Deze twee finalisten gaan het tegen elkaar opnemen in een landelijke campagne waarbij ze zo veel mogelijk stemmen moeten zien te behalen van jongeren. De winnaar wordt bekendgemaakt tijdens een jaarlijks event dat door NJR georganiseerd wordt. Tot 2021 had dit evenement de naam de Nacht van de Verenigde Naties. Sinds 2022 wordt dit evenement Je Bent Jong en Je Wil Wat genoemd.

## Bekende oud-jongerenvertegenwoordigers
- Sharon Dijksma, politicus
- Beatrix der Nederlanden, prinses
- Roelof van Laar, politicus
- Lucas Bolsius, politicus
- Anna Chojnacka, ondernemer, oprichter 1%CLUB